# Czobor Erzsébet (színművész)
Czobor Erzsébet (Eger, 1922. szeptember 17. – Los Angeles, Kalifornia, USA, 1996. május 17.) színésznő.

## Élete
Szülei nemespanni Czobor Imre, Komárom és Esztergom vármegyék főispánja és Bajzáth Ilona. 1944-ben elvégezte a Színiakadémiát, majd a Vígszínház, illetve a Magyar Színház tagja lett.
Az 1940-es évek végén az Amerikai Egyesült Államokba emigrált. Magyar színtársulatok mellett a Broadway színházaiban is fellépett „Elissa Pálffi” néven. Az 1950-es években több főszerepet alakított a CBS televízió filmjeiben, majd visszavonult a színpadtól. Ezután Hollywoodban képzőművészeti galériát nyitott.
Beceneve Baba.

## Filmszerepei
- Afrikai vőlegény (1944) – irodakisasszony
- Könnyű múzsa (1947) – rajongó lány